# Jorge Paquimeres
Jorge Paquimeres (Georgios Pachymeres, Γεώργιος Παχυμέρης) (1242 – cerca de 1310, Constantinopla) fue un escritor bizantino. Ocupó varios cargos importantes eclesiásticos y estatales (judiciales). Perteneció al grupo de la comunidad religiosa bizantina que luchaba contra el pacto de unión entre las iglesias ortodoxa y católica. Fue autor de la Historia de Bizancio del período de 1255-1308, que basada principalmente en impresiones personales comunica muchos detalles valiosos. También se han conservado cartas y escritos retóricos filosóficos.

## Biografía
- Gran Enciclopedia Soviética (Большая советская энциклопедия), en 30 tomos, 1969 - 1978